# Täschhorn
Le Täschhorn (de Täsch, nom du village qu'il domine - horn signifiant « corne »), est un sommet des Alpes valaisannes, dans le massif des Mischabels ; il s'élève à 4 491 m d'altitude.
Le massif des Mischabels auquel il appartient est le plus élevé de Suisse, après celui du mont Rose, dont il est proche et comme lui, situé au sud de la vallée du Rhône.

## Ascensions
- 1862 - Première ascension par Stefan et Johann Zumtaugwald, John Llewelyn Davies, J.W. Hayward et Peter-Josef Summermatter, le 30 juillet
- 1876 - Arête sud-est par James Jackson avec Ulrich Almer
- 1887 - Arête ouest-sud-ouest (arête du Diable) par Mary et Albert F. Mummery avec Alexander Burgener et Franz Andermatten, le 16 juillet[2]
- 1906 - Face sud-ouest par V.J.E. Ryan avec les guides Josef et Franz Lochmatter et Geoffrey Winthrop Young avec le guide Joseph Knubel. L'ascension de cette face très difficile et très dangereuse constitue l'un des plus grands exploits de l'alpinisme[3]
- 1920 - Ascension hivernale et à skis par Marcel Kurz

## Voies d'ascension
Le Täschhorn appartient au domaine de la très haute montagne ; ainsi ses voies d'accès sont principalement mixtes :
- la voie normale emprunte le versant nord-ouest ;
- l'arête sud-est est assez classique (AD, 40°, 3b, mixte). La traversée Dom-Täschhorn débute par cette arête ;
- l'arête ouest-sud-ouest dite Teufelsgrat (« arête du Diable » en allemand) est une longue course difficile ;
- la face sud-ouest ;
- la face est qui domine la station de Saas-Fee est mixte, assez dangereuse à cause des chutes de pierres et rarement parcourue.

## Mort de Patrick Berhault
L'alpiniste et guide français Patrick Berhault a chuté mortellement, le 28 avril 2004, à l'arête des Mischabel, crête qui passe par le sommet du Täschhorn qu'il venait de gravir.
En fin de matinée, non encordé, il avait atteint avec son ami le guide chablaisien Philippe Magnin une altitude d'environ 4 400 m sur la section d'arête reliant le Täschhorn au Dom (4 545 m), lorsqu'un passage neigeux s'est effondré sous ses pas. Précipité dans le versant nord, escarpé et rocheux, il n'a pas survécu à une chute de plusieurs centaines de mètres. L'alerte a été donnée par Philippe Magnin, qui le suivait de peu. Le corps n'a été retrouvé que le lendemain.
Patrick Berhault tentait de gravir successivement les 82 sommets des Alpes de plus de 4 000 mètres d'altitude. Le Täschhorn était le 64e et le Dom devait être le 65e.